# Leptospermum jingera
Leptospermum jingera  (лат.) — вид цветковых растений рода Тонкосемянник (Leptospermum) семейства Миртовые (Myrtaceae). Вид был описан в 1996 году в журнале Australian Systematic Botany. Согласно List of Rare Or Threatened Plants In Victoria, он имеет статус «уязвимого».

## Ботаническое описание
Кустарник до 2 м высотой с небольшими узкими листьями около 10 мм длиной и 3 мм шириной. Белые цветки с 5 округлыми лепестками появляются в ноябре-январе в естественных условиях произрастания вида.

## Распространение
Эндемик Виктории в Австралии.